# Аттик (композитор)
Кле́он Триантафи́ллу (греч. Κλέων Τριανταφύλλου, 1 апреля 1885 — 29 августа, 1944) — греческий поэт, композитор и исполнитель своих песен. Более широко известен под сценическим псевдонимом Аттик (греч. Αττίκ).
Он был одним из ведущих представителей «светлой песни» начала XX века.
Незадолго до своей смерти он снялся в киноленте «Аплодисменты» (греч. Χειροκροτήματα) Йоргоса Дзавелласа, которая содержала автобиографические элементы из жизни. Песни Клеона Триантафиллу выполнялись также Данаи Стартигопулу.

## Популярные песни
- «Παπαρούνα» (1936)
- «Της μιας δραχμής τα γιασεμιά» (1939)
- «Είδα μάτια» (1909)
- «Ζητάτε να σας πω» (1930)
- «Μαραμένα τα γιούλια» (1935)
- «Άδικα πήγαν τα νιάτα μου» (1936)
- «Αν βγουν αλήθεια» (1920)
- «Τα καημένα τα νιάτα» (1918)